# Anholter Schweiz

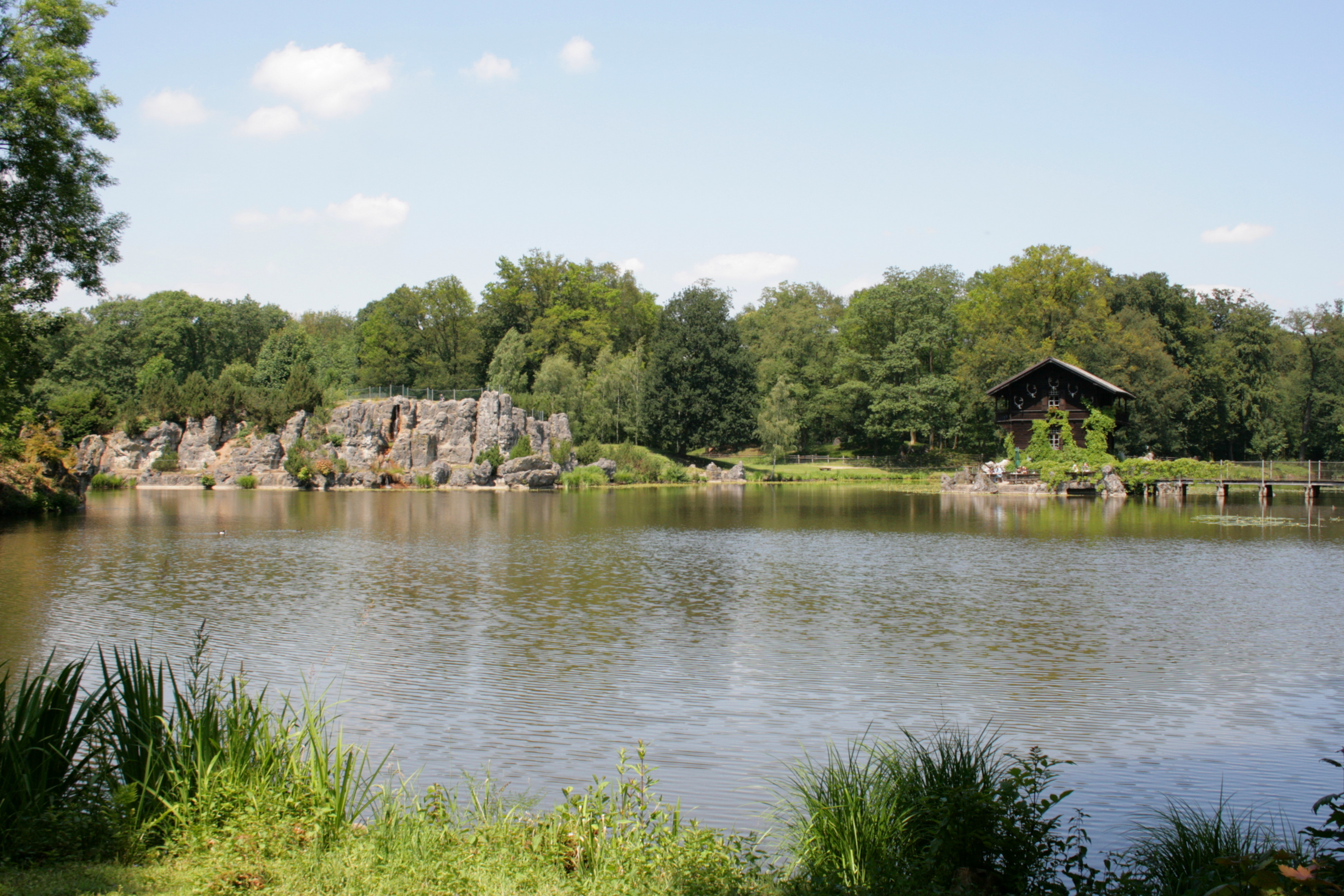
Blick über die Nachbildung des Vierwaldstättersees auf das Schweizer Häuschen und die Felsformationen

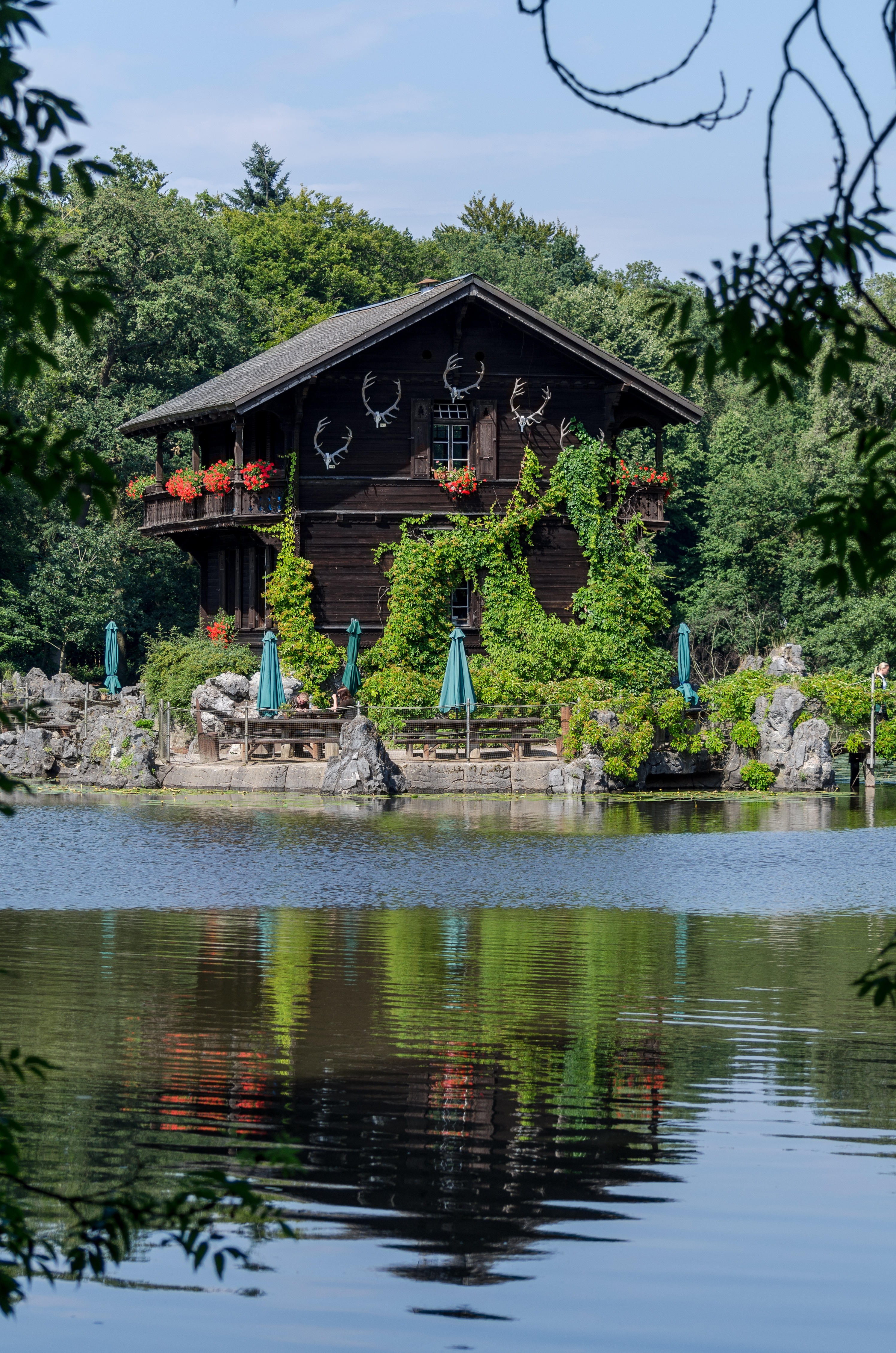
Schweizer Häuschen

Die Anholter Schweiz (auch Leopoldspark) ist ein Landschafts- und Wildpark bei Anholt in Isselburg-Vehlingen, nahe der deutsch-niederländischen Grenze im äußersten Westen des Münsterlandes.

## Landschaftspark
Die Anlage wurde im Stil eines englischen Landschaftsparks von Fürst Leopold zu Salm-Salm (1838–1908) um einen künstlichen See herum konzipiert. Der Park wurde am 24. April 1892 offiziell eröffnet.
In der Mitte des künstlichen Sees wurde eine Insel angelegt, auf der in den Jahren 1894 und 1895 von Anholter Schreinern ein aus der Schweiz stammender Bauplan eines Chalets verwirklicht wurde, das „Schweizer Häuschen“. Die Interlakener Parquet und Chalet Fabrik hatte es 1893 entworfen und nur die dekorativen Bauteile wie Metallbeschläge, Türen, Fensterrahmen, Balkongeländer und hölzernen Zierrat geliefert. Es sollte den Fürsten zu Salm-Salm und seine Gemahlin Eleonore, geb. Prinzessin von Croÿ (1855–1903), an ihre Hochzeitsreise erinnern.
Um in der niederrheinischen Landschaft den Eindruck einer Bergwelt am Vierwaldstättersee hervorzurufen, wurden unter der Regie des fürstlichen Obergärtners B. Wilhalm (1875–1912) Hügel angeschüttet und mit Baumgruppen bepflanzt. Ferner wurden Felsformationen nachgebildet, insbesondere an den Uferbereichen. Diese Gebilde lassen im Miniaturformat die Züge der Bergstöcke der Rigi und des Pilatus erkennen. Das entsprechende Baumaterial wurde aus großer Entfernung herangeschafft und naturnah – „wie in der Schweiz“ – arrangiert. Für die Insel fanden Andernacher Lava-Grottensteine Verwendung, im Übrigen wurde von dem Grottenbauer J. Biesenbach aus Elberfeld hellerer Kalkstein der Rheinisch-Westfälischen Kalkwerke verbaut, die im Kalksteinbruch Dornap bei Wülfrath gewonnen worden waren.
Über die „Schlüsenweide“, ein Feuchtwiesengelände an der Issel, das heute als Golfplatz genutzt wird, ist die Anholter Schweiz mit dem Schlosspark der Burg Anholt landschaftlich verbunden. Bis 1945 bestand zwischen den Gartenbereichen ein offener Verbindungsweg.
Der Park und seine alpinen Staffagen sind Ausdruck der populären Alpenromantik, die sich im 19. Jahrhundert als Folge des Alpentourismus über Kunsthandwerk, Literatur und Malerei bis in Gartenkunst und Architektur verbreitet hatte (→ Schweizerstil). Die Anholter Schweiz gehört im Zusammenhang mit dieser Modeerscheinung des 19. Jahrhunderts zu einer internationalen Gruppe von Landschaftsgebilden, die die Landschaftsbezeichnung Schweiz tragen.
Um den 1. November (Allerheiligen) wird in dem Park die US-amerikanische Ausprägung des Volksbrauchs Halloween inszeniert. Hierzu werden an verschiedenen Orten des Parks Arrangements installiert und Gruselszenen vorgeführt, an denen sich die Besucher begeistern und beteiligen können.

## Wildpark
Zum hundertjährigen Jubiläum wurde der unter Denkmalschutz stehende Garten thematisch zu einem 56 Hektar großen Biotopwildpark erweitert und ausgebaut.
Mit Unterstützung der International Bear Federation Deutschland e.V. (IBF) hat der Deutsche Tierschutzbund Braun- und Kragenbären der Schlitzerländer Tierfreiheit vor dem Einschläfern bewahrt und 2003 in der Anholter Schweiz einen Bärenwald gegründet. Dazu wurde ihm von Fürst Leopold zu Salm-Salm ein 2,5 Hektar großes Waldgelände verpachtet, das direkt an den Wildpark anschloss. Für Besucher war der Übergang vom Bärenwald zum restlichen Wildpark nicht zu bemerken. Nachdem der zum 31. Dezember 2019 ablaufende Pachtvertrag für den Bärenwald nicht verlängert worden war, wurde der Bärenwald zum 30. September 2019 geschlossen, und die Bären in eine neue Anlage in Weidefeld in Schleswig-Holstein gebracht.
Zu den rund 45 im Biotopwildpark vertretenden Tierarten zählen der Rothirsch, das Rentier, das Wisent, europäische Wildkatzen wie der Luchs, der Europäische Nerz, der Steinmarder, der Otter, der Wolf, der Bartkauz, das Wildschwein und der Esel.

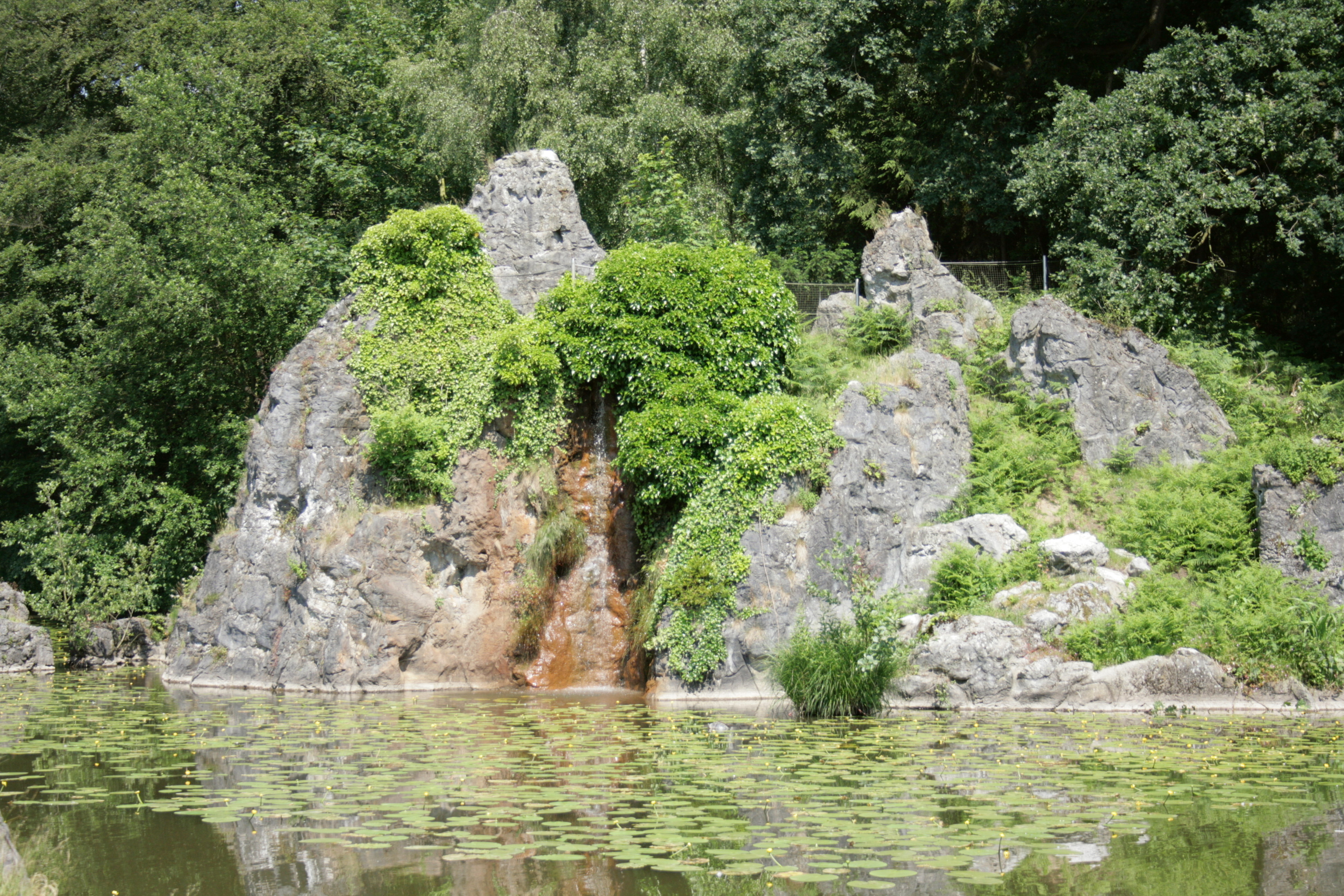
Felsen mit Wasserfall
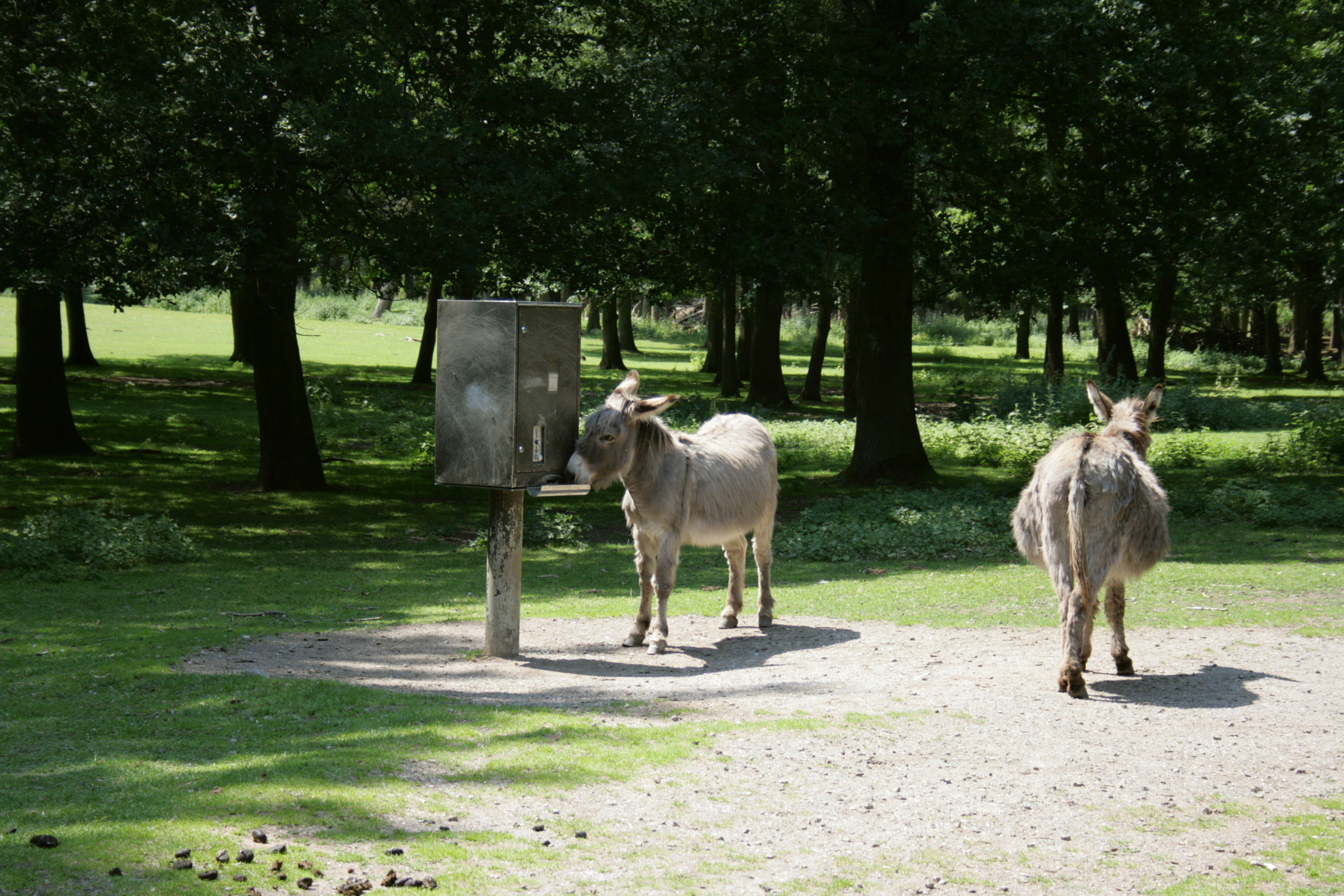
Parklandschaft mit freilaufenden Eseln
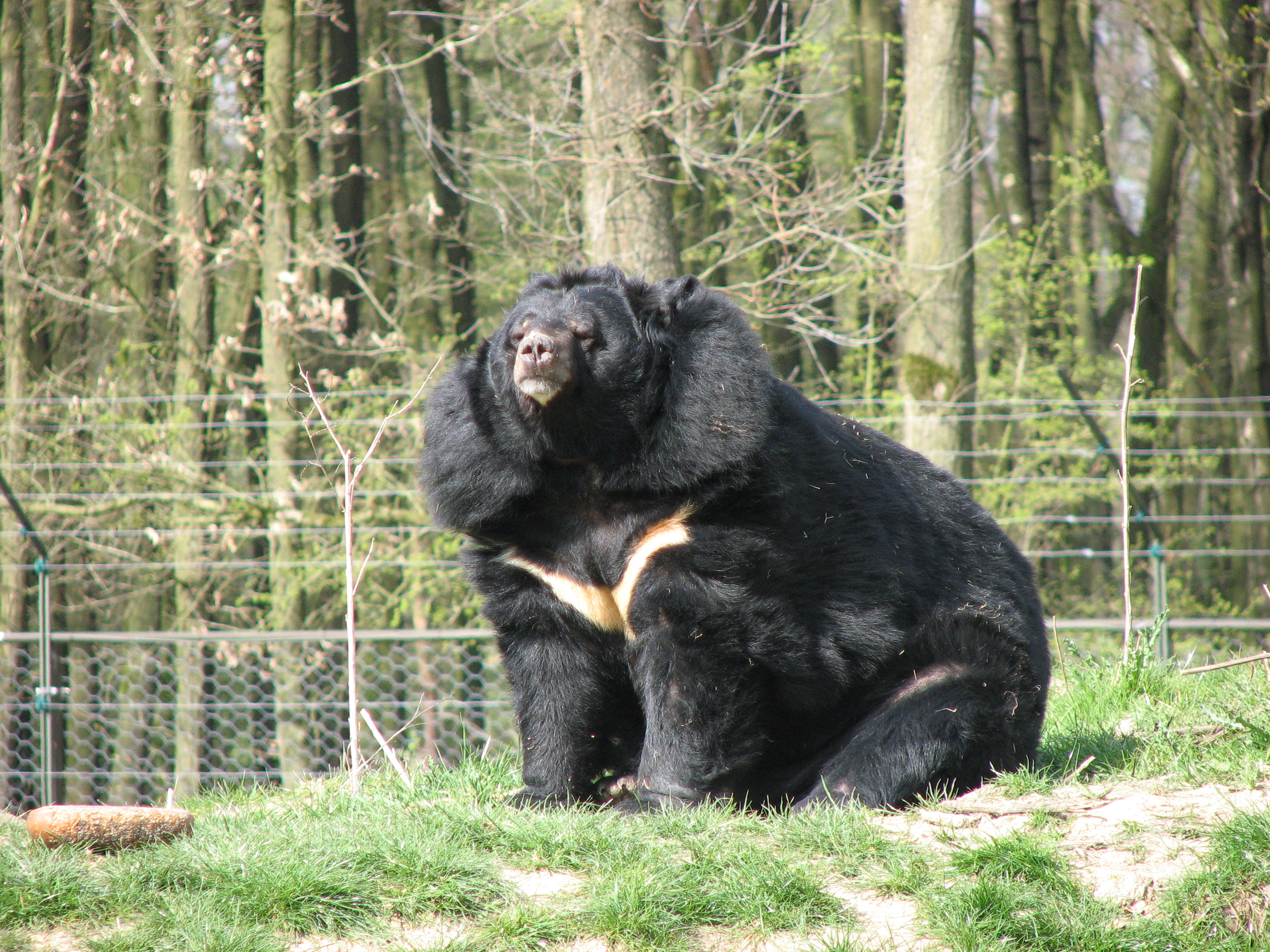
Kragenbär
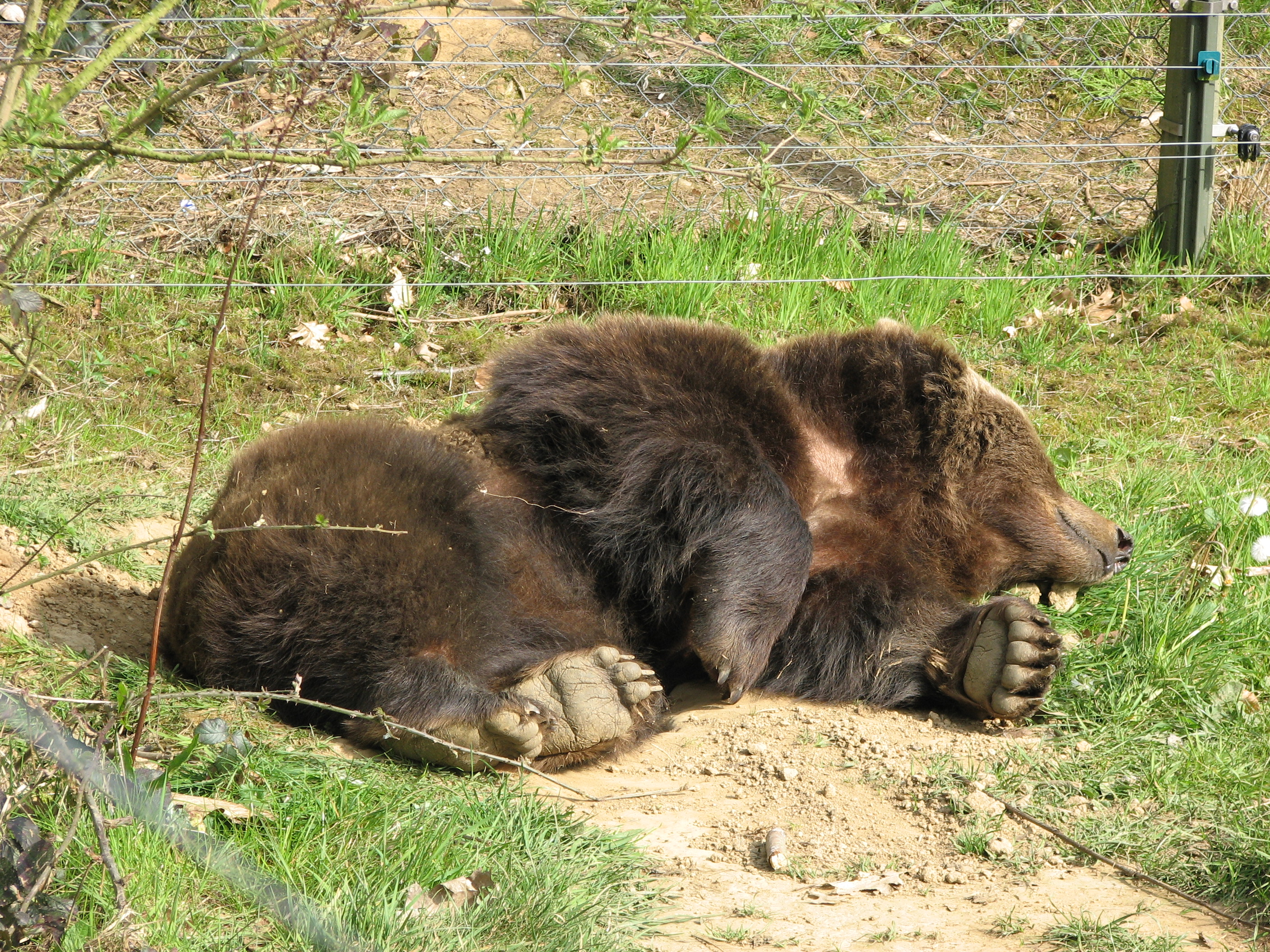
Braunbär
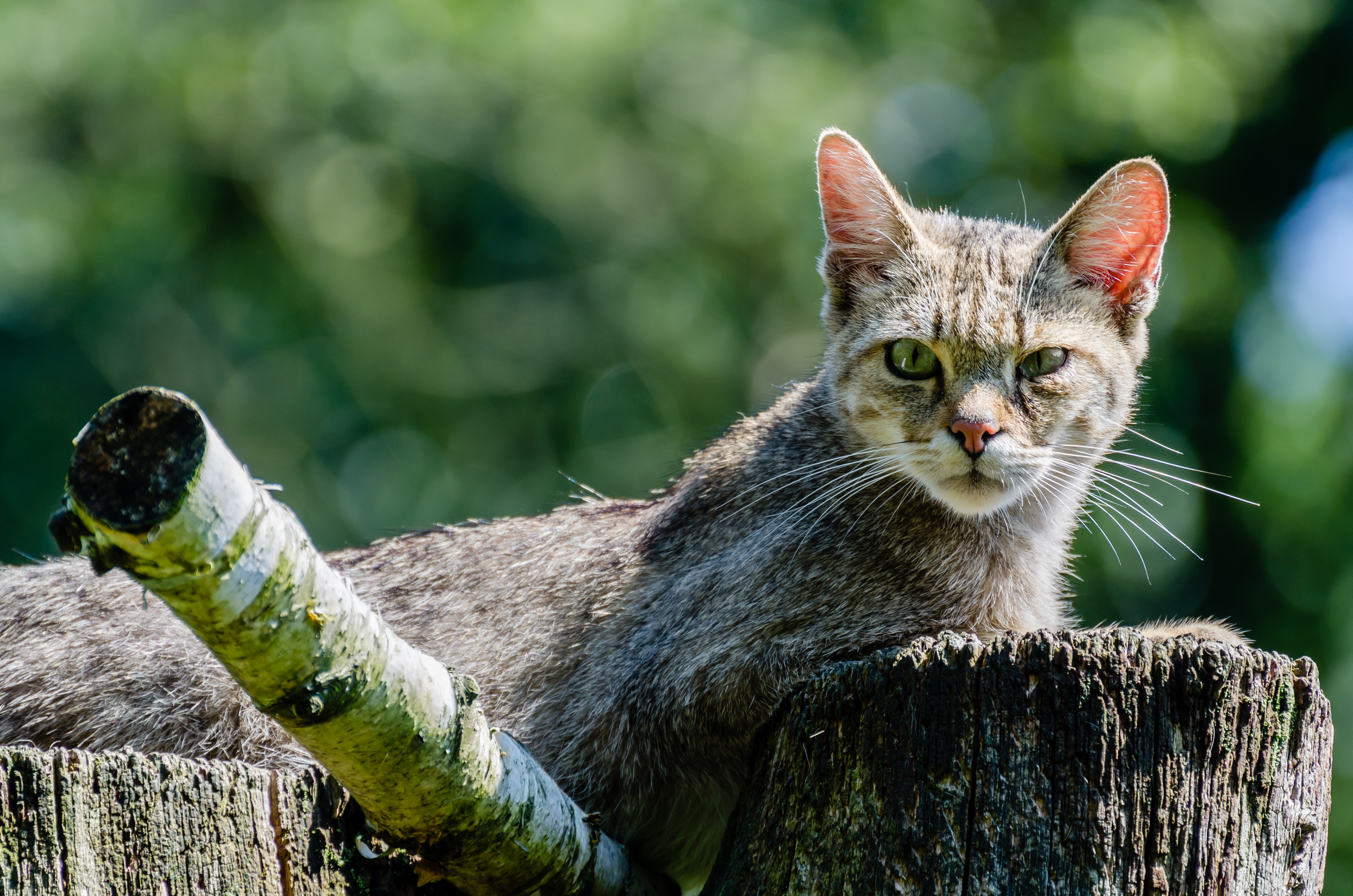
Europäische Wildkatze